# Lago Techirghiol
El lago Techirghiol (en rumano: Lacul Techirghio}) es un lago costero localizado en la orilla occidental del mar Negro, en la Dobruja septentrional, Rumanía, cerca de la ciudad homónima. El nombre del lago viene del turco Tekirgöl, que significa el «lago de Tekir». El nombre también significa, en turco, «Lago rayado» (tekir - rayado, y göl - lago). Esto se debe a la salinidad del lago; cuando sopla el viento, aparecen rayas blancas de sal en la superficie del lago.

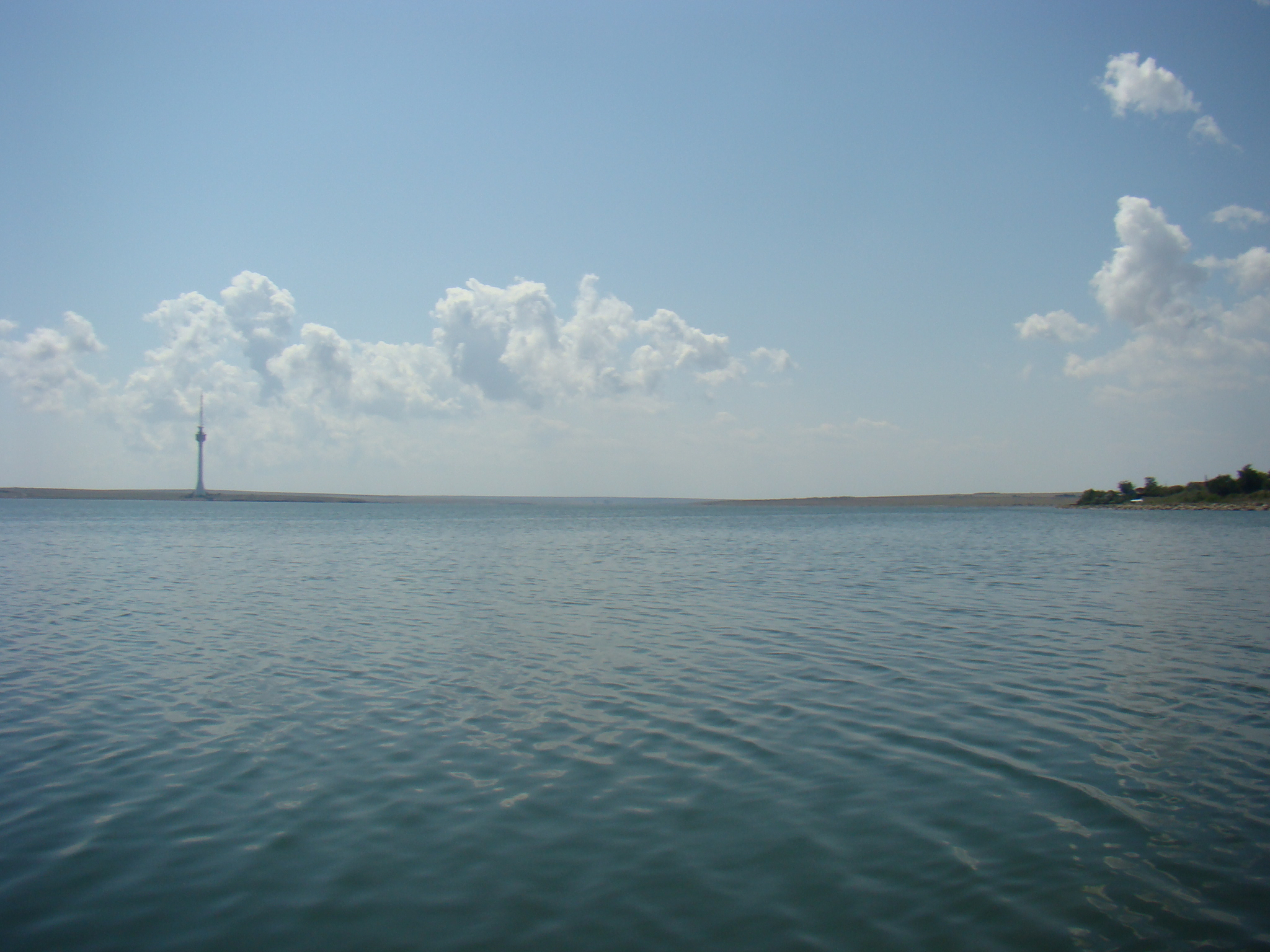
Vista del lago